# Aeroport d'Ouezzane
L'Aeroport d'Ouezzane (codi IATA: -, codi OACI: GMFA) és un aeroport públic del Marroc de vols no programats que serveix la vila d'Ouezzane. És operat per l'Oficina Nacional dels Aeroports (ONDA).

## Infraestructura
L'aeroport té una pista d'aterratge de direcció 18/36, de 1.207 metres de llarg amb superfície d'herba.